# Alois Stadlober
Alois Stadlober, född 11 april 1962 i Judenburg, Steiermark, är en österrikisk före detta längdåkare som tävlade mellan 1988 och 2000.
Stadlober gjorde totalt 65 starter i världscupen och hans andraplats på 10 km klassisk stil vid VM på hemmaplan i Ramsau 1999 är den bästa individuella placeringen. Förutom det individuella silvret vid VM 1999 är Stadlobers största merit guldet i stafett vid samma VM då Österrike tog sin första stafettmedalj sedan 1933.
Stadlober var även med i fem OS (1984-1998), den bästa placeringen var en åttondeplats i Albertville på 10 km klassisk stil. 